# Битка код Црвених стена
Битка код Црвених стена, позната и као Битка код Чибија, била је одлучујућа поморска битка у Кини која се одиграла током зиме 208–209. године. Вођена је на реци Јангце између снага господара рата који су контролисали различите делове земље током краја династије Хан. Савезничке снаге Сун Ћуана, Лију Беја и Лију Ћија, стациониране јужно од Јангцеа, поразиле су бројчано надмоћније снаге северног господара рата Цао Цаоа. Тиме су Лију Беј и Сун Ћуан спречили Цао Цаоа да освоји земље јужно од Јангцеа, осујетивши његове напоре да поново уједини територије које је раније држала Источна династија Хан.
Савезничка победа код Црвених стена осигурала је опстанак Лију Беја и Сун Ћуана и оставила их у контроли над Јангцеом, успостављајући одбрањиве границе које ће касније послужити као основа за државе Шу Хан и Источни Ву током периода Три краљевства (220–280). Историчари су дошли до различитих закључака у својим покушајима да реконструишу хронологију догађаја код Црвених стена. Локација самог бојног поља остаје предмет дебате: већина научника сматра да су или локација југозападно од данашњег Вухана, или локација североисточно од Баћијуа у данашњем Јуејангу, Хунан, вероватни кандидати за место битке. Битка је била предмет или је утицала на бројне песме, драме, филмове и игре.

## Позадина
До почетка 3. века нове ере, династија Хан, тада стара скоро четири века, распадала се. Цар Сјан, који је ступио на престо 189. године са осам година, био је политичка фигура без контроле над регионалним господарима рата. Цао Цао је био један од најмоћнијих господара рата. Угостио је цара у својој престоници Је, што му је дало одређену контролу над царем, поред привидне легитимности. Године 200. поразио је свог главног ривала Јуан Шаоа код Гуандуа, поново ујединивши северну Кину и давши му контролу над Севернокинеском низијом. У зиму 207. године, обезбедио је свој северни бок поразивши народ Вухуан у бици на планини Бели вук. По повратку у Је 208. године, Цао Цао је именован за канцелара на сопствену препоруку, што му је ефективно дало контролу над царском владом.
Јужна кампања Цао Цаоа почела је убрзо након тога, у јесен 208. године. Део Јангцеа који протиче кроз провинцију Ђинг био је први циљ; заузимање поморске базе у Ђанглингу и обезбеђивање поморске контроле над делом Јангцеа у провинцији били су неопходни за приступ југу. Противили су му се господари рата Лију Бјао и Сун Ћуан. Лију Бјао, гувернер Ђинга, контролисао је Јангце западно од ушћа реке Хан, што је отприлике обухватало територију око града Сјакоу и јужно од њега. Сун Ћуан је контролисао Јангце источно од Хана и југоисточне територије које се граниче с њим. Лију Беј, други господар рата, био је у Фанченгу, побегавши код Лију Бјаоа са североистока након неуспеле завере да се убије Цао Цао и обнови царска власт.
У почетку, Цао Цао је постигао брз успех. Ђинг је био у лошем стању. Његове војске су биле исцрпљене сукобом са Сун Ћуаном на југу. Штавише, постојала је политичка подела пошто су синови Лију Бјаоа, старији Лију Ћи и млађи Лију Цунг, настојали да наследе свог оца. Лију Цунг је превладао, а Лију Ћи је премештен у командатуру Ђангсја. Лију Бјао је умро од болести само неколико недеља касније. Лију Цунг се предао напредујућем Цао Цаоу, дајући му значајну флоту и Ђанглинг као предњу оперативну базу.
Напредовање Цао Цаоа приморало је Лију Беја на неорганизовано повлачење на југ, праћено избеглицама и прогоњено од стране Цао Цаове елитне коњице. Лију Беј је био опкољен и одлучно поражен у бици код Чангбана, али је побегао на исток у Сјакоу, где се повезао са изаслаником Сун Ћуана, Лу Суом. Историјски извештаји су недоследни: Лу Су је можда успешно охрабрио Лију Беја да се помери даље на исток до Фанкоуа (樊口, близу данашњег Еџоуа, Хубеј). У сваком случају, Лију Беју су се касније придружили Лију Ћи и регрути из Ђангсје.
Главни саветник Лију Беја, Џуге Лијанг, послат је у Чаисанг (柴桑), данашњи Ђуђанг, Ђангси, да преговара о савезу са Сун Ћуаном против Цао Цаоа. Џуге Лијанг је рекао Сун Ћуану да Лију Беј и Лију Ћи имају по 10.000 људи; ови бројеви су можда били преувеличани, али без обзира на величину снага које су имали, нису се могли мерити са Цао Цаовом војском у отвореној бици. Сун Ћуан је примио писмо од Цао Цаоа пре доласка Џуге Лијанга; у њему је Цао Цао тврдио да има војску од 800.000 људи и наговестио да жели да се Сун Ћуан преда. Џанг Џао, главни службеник Сун Ћуана, подржао је предају на основу неслагања у снагама. Џуге Лијанга су подржали Лу Су и Џоу Ју, главни командант Сун Ћуана. Сун Ћуан је пристао на савез; одсекао је угао свог стола током скупштине и изјавио: „Свако ко се и даље усуди да заговара предају биће [третиран] као овај сто.“ Џоу Јуу, Ченг Пуу и Лу Суу је додељено 30.000 људи и послати су да помогну Лију Беју. Са 20.000 војника Лију Беја, савез је имао отприлике 50.000 маринаца који су били обучени и спремни за битку.
Џоу Ју је проценио снагу Цао Цаоа на близу 230.000. Ово је укључивало између 70 и 80 хиљада људи регрутованих из Јинга, чији су морал и лојалност Цао Цаоу били упитни. Инвазионе снаге Цао Цаоа такође су укључивале и неборце: не само оне који су радили на снабдевању и комуникацији, већ и жене и децу неких војника.

## Битка
Битка код Црвених стена почела је покушајем снага Цао Цаоа да успоставе мостобран преко Јангцеа, што није успело. Обе стране су се затим повукле на своје утврђене положаје на обе обале Јангцеа. Након тога, почео је поморски сукоб на самој реци, праћен савезничком копненом офанзивом. Овај редослед се показао одлучујућим, и снаге Цао Цаоа су разбијене. Током наредног повлачења, људи Цао Цаоа су се заглавили у блату и тешко патили од болести. Цао Цао је на крају успео да побегне након што је стигао до превоја Хуаронг.
Здружене снаге Сун-Лију пловиле су узводно из Сјакоуа или Фанкоуа до Црвених стена, где су се сусреле са претходницом Цао Цаоа. Погођени болешћу и ниским моралом због низа присилних маршева које су предузели током дуготрајне јужне кампање, људи Цао Цаоа нису могли да стекну предност у мањем окршају који је уследио, па се он повукао у Вулин, северно од реке, а савезници су се повукли на југ.
Цао Цао је везао своје бродове од прамца до крме, вероватно са циљем да смањи морску болест у својој морнарици, коју су углавном чинили северњаци који нису били навикли на живот на бродовима. Приметивши то, дивизијски командант Хуанг Гај послао је Цао Цаоу писмо у којем је лажирао предају и припремио ескадрилу капиталних бродова описаних као менгчонг доуђијен (蒙衝鬥艦). Бродови су претворени у запаљиве бродове тако што су напуњени сноповима потпале, сувом трском и масним уљем. Како се "пребегличка" ескадрила Хуанг Гаја приближавала средини реке, морнари су запалили бродове пре него што су прешли у мале чамце. Беспилотни запаљиви бродови, ношени југоисточним ветром, јурили су ка флоти Цао Цаоа и запалили је. Многи људи и коњи су или изгорели до смрти или се утопили.
Након почетног шока, Џоу Ју и савезници су повели лако наоружану силу да искористе напад. Северна војска је била у хаосу и потпуно поражена. Видевши да је ситуација безнадежна, Цао Цао је тада издао општу наредбу за повлачење и уништио један број својих преосталих бродова пре него што се повукао.
Војска Цао Цаоа покушала је повлачење дуж пута Хуаронг, укључујући дугачак део који пролази кроз мочваре северно од језера Дунгтинг. Јаке кише су учиниле пут толико издајничким да су многи болесни војници морали да носе снопове траве на леђима и користе их за попуњавање пута како би коњаници могли да пређу. Многи од ових војника су се утопили у блату или су били прегажени до смрти у том напору. Савезници, предвођени Џоу Јуом и Лију Бејом, гонили су их копном и водом док нису стигли до командатуре Нан; потера у комбинацији са глађу и болешћу десетковала је преостале снаге Цао Цаоа. Цао Цао се затим повукао на север у своју матичну базу Јеченг, остављајући Цао Рена и Сју Хуанга да чувају Ђанглинг, Јуе Ђина стационираног у Сјангјангу, и Ман Чунга у Дангјангу.
Савезнички контранапад могао је потпуно уништити Цао Цаоа и његове снаге. Међутим, прелазак реке Јангце претворио се у хаос пошто су се савезничке војске окупиле на обали реке и бориле за ограничен број скела. Да би се успоставио ред, одред предвођен генералом Сун Ћуана, Ган Нингом, успоставио је мостобран у Јилингу на северу, а само чврста заштитна акција Цао Рена спречила је даљу катастрофу.

## Анализа
Комбинација стратешких грешака Цао Цаоа и ефикасности лукавства Хуанг Гаја резултирала је савезничком победом у бици код Црвених стена. Џоу Ју је приметио да су генерали и војници Цао Цаоа углавном били из коњице и пешадије, и да је само неколицина имала искуства у поморском ратовању. Цао Цао такође није имао велику подршку међу народом провинције Ђинг и стога му је недостајала сигурна предња оперативна база. Упркос стратешкој оштроумности коју је Цао Цао показао у ранијим кампањама и биткама, у овом случају је једноставно претпоставио да ће бројчана надмоћ на крају поразити морнарицу Суна и Лијуа. Прва тактичка грешка Цаоа била је претварање његове огромне војске пешадије и коњице у маринце и морнарицу. Са само неколико дана вежби пре битке, трупе Цао Цаоа биле су ослабљене морском болешћу и недостатком искуства на води. Тропске болести на које су јужњаци углавном били имуни такође су биле распрострањене у логорима Цао Цаоа. Иако бројни, људи Цао Цаоа су већ били исцрпљени непознатим окружењем и продуженом јужном кампањом, као што је Џуге Лијанг приметио: „Чак ни моћна стрела на крају свог лета не може пробити свилену тканину.“
Ђа Сју, кључни саветник Цао Цаоа, препоручио је након предаје Лију Цунга да се преоптерећеним војскама да време да се одморе и попуне залихе пре него што се сукобе са војскама Сун Ћуана и Лију Беја, али Цао Цао је занемарио тај савет. Сопствена размишљања Цао Цаоа о његовом неуспеху код Црвених стена сугеришу да је за пораз сматрао одговорним своје поступке и несрећу, а не стратегије које је користио његов непријатељ током битке: „Само због болести сам спалио своје бродове и повукао се. Потпуно је неразумно да Џоу Ју преузима заслуге за себе.“

## Последице
До краја 209. године, положај који је Цао Цао успоставио у Ђанглингу пао је у руке Џоу Јуа. Границе земље под контролом Цао Цаоа смањиле су се за око 160 km, на подручје око Сјангјанга. За победнике битке, међутим, појавило се питање како поделити плен. У почетку су и Лију Беј и Лију Ћи очекивали награде, пошто су учествовали у успеху код Црвених стена, и обојица су се такође учврстили у провинцији Ђинг. Лију Ћи је именован за инспектора провинције Ђинг, али је његова владавина у региону, са центром у командатури Ђангсја, била краткотрајна. Неколико месеци након битке код Црвених стена, умро је од болести. Његове земље је углавном апсорбовао Сун Ћуан. Међутим, са смрћу Лију Ћија, Лију Беј је преузео титулу инспектора провинције Ђинг и почео да заузима већи део. Стекао је контролу над четири командатуре јужно од Јангцеа у Вулингу, Чангши, Линглингу и Гуијангу. Трупе Сун Ћуана претрпеле су далеко веће губитке од Лију Бејових у продуженом сукобу против Цао Рена након битке код Црвених стена, а смрт Џоу Јуа 210. године резултирала је драстичним слабљењем снаге Сун Ћуана у провинцији Ђинг.
Како је Лију Беј заузео провинцију Ђинг, коју је Цао Цао недавно изгубио, стекао је стратешко и природно утврђено подручје на реци Јангце које је Сун Ћуан и даље желео за себе. Контрола над провинцијом Ђинг пружила је Лију Беју практично неограничен приступ пролазу у провинцију Ји и важним воденим путевима у регион Ву (југоисточна Кина), као и доминацију над јужним делом реке Јангце. Цао Цао никада више није командовао тако великом флотом као што је то чинио у Ђанглингу, и никада није имао сличну прилику да уништи своје јужне ривале. Битка код Црвених стена и заузимање провинције Ђинг од стране Лију Беја потврдили су одвајање јужне Кине од северног срца долине Жуте реке и наговестили осовину непријатељства север-југ која ће се наставити вековима.

## Локација
Тачна локација бојног поља Црвених стена никада није коначно утврђена и дуго је била предмет како популарне тако и академске дебате. Научници оспоравају ову тему најмање 1350 година, при чему су за бројна места изнети аргументи у њихову корист. Постоје јасни разлози за одбацивање неких од ових предлога; уопштено говорећи, и даље се заговарају четири локације. Према Џангу, многе од тренутних дебата проистичу из чињенице да су се ток и дужина Јангцеа између Вулија и Вухана променили од времена династија Суи и Танг. Савремена дебата је такође компликована чињеницом да су се имена неких кључних локација променила током наредних векова. На пример, савремени округ Хуаронг се налази у Хунану, јужно од Јангцеа, али у 3. веку, град тог имена био је источно од Ђанглинга, знатно северно од Јангцеа. Пући, једно од кандидатских места, преименовано је у "град Чиби" 1998. године, у покушају да се подстакне локални туризам.
Историјски записи наводе да су се снаге Цао Цаоа повукле на север преко Јангцеа након почетног сукоба код Црвених стена, што недвосмислено смешта место битке на јужну обалу Јангцеа. Из тог разлога, историчари и географи су одбацили низ локација на северној обали. Историјски извештаји такође успостављају источне и западне границе за део Јангцеа који обухвата сва могућа места бојног поља. Савезничке снаге су путовале узводно из Фанкоуа или Сјакоуа. Пошто Јангце тече отприлике на исток ка океану са североисточним и југоисточним меандрима, Црвене стене морају бити барем западно од Фанкоуа, који је даље низводно. Најзападнија граница је такође јасна, пошто је источно напредовање Цао Цаоа из Ђанглинга укључивало пролазак поред Баћијуа, близу данашњег Јуејанга, Хунан, на обали језера Дунгтинг. Битка је такође морала бити низводно (тј. североисточно) од тог места.
Један популаран кандидат за место битке је брдо Чиби у Хуангџоуу, понекад називано "Црвене стене Су Дунгпоа" или "Књижевне Црвене стене". Ова претпоставка углавном произилази из чувене песме из 11. века "Прва ода о Црвеним стенама", која представља брдо Хуангџоу као локацију где се битка одиграла. Име литице је "Чиби", иако је написано са различитим другим карактером. Савремени изговор ова два имена такође је био различит, што се огледа у њиховим различитим изговорима у многим не-мандаринским дијалектима. Сходно томе, готово сви научници су одбацили везу. Локација се такође налази на северној обали Јангцеа и директно је прекопута Фанкоуа, а не узводно од њега. Ако су савезничке снаге Сун-Лију кренуле из Сјакоуа, а не из Фанкоуа, као што сугеришу најстарији историјски извори, брдо у Хуангџоуу би било низводно од полазне тачке, могућност која се не може ускладити са историјским изворима.
Град Чиби, раније назван Пући, вероватно је најшире прихваћен кандидат. Да би се разликовало од Суовог места, локација се такође назива "Војне Црвене стене". Налази се директно преко пута Јангцеа од Вулина. Овај аргумент је први пут предложен у раној династији Танг. Такође постоје карактери угравирани у литице који сугеришу да је то било место битке. Порекло гравуре може се датирати између династија Танг и Сунг, што је чини старом најмање 1.000 година.
Неки извори помињу јужне обале Јангцеа у округу Ђају у префектури Сијенинг у Хубеју као могућу локацију. Ово би бојно поље сместило низводно од града Чиби, што је став који подржавају научници кинеске историје који прате Шуи Ђинг Џу, као што су Рафе де Креспињи и Џу Дунгрун.
Други кандидат је Вухан, који се простире на Јангцеу на ушћу са реком Хан. Источно је и од Вулина и од Ђајуа, као и од града Чиби на супротној обали. Метропола је настала спајањем три града: Вучанг, Ханкоу и Ханјанг. У Вухану постоји локално веровање да се битка водила на споју река, југозападно од некадашњег града Вучанга, сада дела Вухана. Џанг тврди да се бојно поље Чиби налазило међу скупом брда у Вучангу која су срушена 1930-их година како би се њихов камен користио као сировина. Локална топографија значајно сужава ширину Јангцеа, а подручје Вухана било је стратешки важно. Позивајући се на неколико историјско-географских студија, Џанг показује да ранији извештаји смештају бојно поље у Вучанг. Посебно, провинцијска историја из 5. века Ђингџоу ђи Шенг Хунгџија смешта бојно поље 160 ли (приближно 80 км) низводно од Вулина, али пошто су меандри Пајџоу и Лукоу нарасли у неком тренутку током династија Суи и Танг, дужина Јангцеа између Вулија и Вучанга повећала се за 100 ли (приближно 50 км); каснији радови не сматрају Вучанг вероватним местом.

## Културни утицај
Нека од најпознатијих дела песника из доба династије Сунг, Су Дунгпоа, приказују битку и њено окружење. Док је био у изгнанству у Хуангџоуу (黃州; сада Хуангганг, Хубеј), саставио је три широко антологизована дела на мотив Црвене стене: две фу рапсодије и једну ци лирску песму. Године 2010, у Хуанггангу је основан меморијални музеј посвећен Суу.
Многе видео игре смештене у период Три краљевства — укључујући Коеијеву серију Dynasty Warriors, Sangokushi Koumeiden, серију Warriors Orochi, Destiny of an Emperor, Kessen II и Total War: Three Kingdoms — имају сценарије за играње који приказују битку. Филм Црвена стена из 2008. године, у режији хонгконшког редитеља Џона Вуа, адаптација је народне историје која окружује битку. По изласку у Кини, Црвена стена је поставила нови рекорд на благајнама за домаће продуцирани филм.